# Desmodium luteolum
Desmodium luteolum är en ärtväxtart som beskrevs av Truman George Yuncker. Desmodium luteolum ingår i släktet Desmodium och familjen ärtväxter. Inga underarter finns listade i Catalogue of Life.